# Герб Міньківки

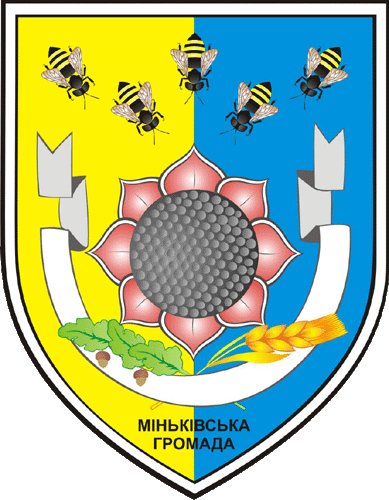
Емблема Мінківської громади

Герб Мінькі́вської громади — символ колишньої сільської громади із центром в селі Міньківка Соледарської міської громади Бахмутського району Донецької області України.
Герб громади являє собою щит із закругленими кутами.
Фон щита – рівнозначні вертикальні смуги синього та жовтого кольорів, що співвідносяться з державною символікою.
Соняшник, розташований в центральній частині герба – символізує не тільки зернову культуру, що вирощується в господарствах, а й символ сонця та людської спільноти.
Бджоли символізують працелюбність та найбільше в районі товариство бджолярів (кількість бджіл співвідноситься з числом сіл, які входять до складу Міньківської сільської ради – “5”).
Напис “Міньківська громада” вказує на приналежність герба.
Герб обрамлений пшеничним колоссям, дубовим листям та білою стрічкою, внизу напис “Міньківська громада”. Колосся – символ праці та родючості, а дубове листя – символ дубового лісу, розташованого навколо сіл Міньківка, Василівка, символ терпіння, витримки, мужності.